# B Robert Andersson
Berndt Robert Andersson, född 9 mars 1974 i Gudmundrå församling i Västernorrlands län, är en svensk terapeut och företagare.

## Biografi
Andersson, som är uppväxt i Kramfors, arbetade som kock och köksmästare, då han kom i kontakt med alkohol och droger. År 2002 bytte han bana och utbildade sig till behandlingsassistent, alkohol- och drogterapeut och familjeterapeut med inriktning på kriminalitet samt organisationskonsult.[källa behövs] Han har arbetat på Korpbergets behandlingscenter på Svanö, med öppenvård i Uppsala, med Hopp Norrköping, som är en förening för offer för tidiga sexuella övergrepp, och i stiftelsen Kriminalitet som livsstil. [källa behövs] Därefter har han som egenföretagare inriktat sig på uppdrag för företag och skolor. Han har även verkat inom svensk elithockey med ledarskapsutveckling, mental coachning, handledning och grupputveckling, till exempel i klubbarna Timrå IK och HC Vita Hästen.
År 2015 utgav Andersson boken Jag ska döda er alla som från ett barns perspektiv beskriver våld, missbruk och sexuella övergrepp. Andreas Gustavssons film I det gula huset bygger på boken.